# هوراس بیکر (بازیکن فوتبال)
هوراس بیکر (انگلیسی: Horace Baker; ۱ سپتامبر ۱۹۱۰ – ۱ مارس ۱۹۷۴) بازیکن فوتبال اهل بریتانیا بود.
از باشگاه‌هایی که در آن بازی کرده‌است می‌توان به باشگاه فوتبال ساوتپورت، باشگاه فوتبال پورت ویل، باشگاه فوتبال ترانمره راورز، و باشگاه فوتبال شروزبری تاون اشاره کرد.